# (154660) Kavelaars
(154660) Kavelaars (2004 FX29) – planetoida z wewnętrznej części pasa głównego asteroid okrążająca Słońce w ciągu 2 lat i 241 dni w średniej odległości 1,92 j.a. Została odkryta 29 marca 2004 roku w Mauna Kea Observatory przez Davida Balama. Nazwa planetoidy została nadana na cześć Johna Kavelaarsa (ur. 1966), kanadyjskiego astronoma, który miał swój udział w odkryciu ponad dwudziestu księżyców Jowisza, Saturna, Urana i Neptuna.